# 瑞蚨祥
瑞蚨祥为一家中国布店品牌，创立于1862年，创始人是孟传珊。创店不久后便进入北京经营，延续至今。现今在北京及创始地济南皆有分店。
瑞蚨祥是中华人民共和国商务部评定的“中华老字号”之一。

## 创始期
孟传珊（字鸿升），山东省济南府章丘县旧军镇（今属山东省济南市章丘区刁镇）人，于1862年（清同治元年）创立土布店，名为瑞蚨祥。“蚨”乃《搜神记》中所载之虫，形似蝉，母子相依，分离后必飞回，分别以其母子血涂钱上，使用后亦可飞回，故采其典故，寓意金钱轮转不息。最初其店铺设于济南城内院西大街（旧址位于今济南市历下区泉城路恒隆广场西北侧），后又于济南城西门内开设分号（旧址位于今济南市历下区泉城路西门路口附近）。其子孟继笙（1851-1939，字雒川，又作洛川，以字行）于1880年父亲逝世后总揽生意，其远方族侄孟觐侯（1862-1934）于1890年于北京大栅栏鲜鱼口抄手胡同摆地摊批发大捻布，并于1893年正式设店开业。贩卖的大捻布由章丘自产，运至北京，因质优价廉而颇受欢迎。
1900年八国联军入侵北京，瑞蚨祥在北京的店面被付之一炬。之后孟觐侯劝说孟雒川重启商号，同时经营茶业。至民国初年，瑞蚨祥已在北京有五家商号，分别是1903年开业的“东鸿记”和1906年开业的“西鸿记”茶庄，1911年开业的“鸿记皮货店”、1918年开业的“鸿记绸布店”（显然“鸿记”乃是取自创始人孟传珊之表字）。另在创始地济南及天津、上海、青岛、烟台等地拥有另外19家商号，规模极其庞大。
此时，孟觐侯亦结交了张宗昌、段祺瑞、张作霖、曹锟、宋哲元等当时的军政要人，势力之大一时无两。由于瑞蚨祥的规模之大，被称为京城“八大祥”之首。
1931年“九·一八事变”之后，何应钦北上掌权，孟觐侯的势力被大幅削弱。孟觐侯于1934年逝世后，孟雒川评价其“功小于过”，显示孟觐侯生前功高盖主，不为孟雒川所容。1939年孟雒川逝世后，子孙不善经营，又染上抽大烟恶习，至1949年前后瑞蚨祥已是奄奄一息。

## 1949年以后
中华人民共和国成立之时，其第一面国旗便是由瑞蚨祥制作。1954年，瑞蚨祥在北京的五个商号合为一个，实现了公私合营。毛泽东对瑞蚨祥称赞有加，称“瑞蚨祥一万年要保存”。文化大革命时期，瑞蚨祥遭遇冲击，只得改字号为“荣昌”。文化大革命结束后，恢复原字号。
如今瑞蚨祥在北京大栅栏的总店依然保存，另在鼓楼、王府井等地设有分店。济南的总店位于经二路215号，建于1923年。
尽管孟家创办的瑞蚨祥店铺在许多城市都可见，但在公私合营之后因政策因素而变得互相没有隶属关系。

## 产品与商品
瑞蚨祥的主营商品是各种绸布制品和皮毛制品，包括绸缎、呢绒、棉布、皮货、化纤、民族服装服饰等，亦提供定制旗袍与现场制作蚕丝被的服务。定制的服装通常由近千元至约10万元不等。瑞蚨祥亦以其母子蚨为图案注册了商标。
瑞蚨祥在民国鼎盛时期，绸缎皆自制花样，由苏州进货，且皆于机头处打上“瑞蚨祥”字样，而皮货由张家口、顺德、交城进货，质量上乘。

## 其他
“至诚至上、货真价实、言不二价、童叟无欺”是瑞蚨祥的店训。